# 7150 McKellar
7150 McKellar este un asteroid din centura principală, descoperit pe 11 octombrie 1929, de Clyde Tombaugh.